# Spoorlijn Arras - Dunkerque-Locale
De Spoorlijn Arras - Dunkerque-Locale is een Franse spoorlijn van Arras naar Duinkerke. De lijn is 113,5 km lang en heeft als lijnnummer 301 000.

## Geschiedenis
De lijn werd aangelegd door de Compagnie des chemins de fer du Nord en in meerdere gedeeltes geopend. Van Hazebrouck naar Dunkerque op 1 september 1848, van Béthune naar Hazebrouck op 5 september 1861, van Lens naar Béthune op 15 oktober 1861 en van Arras naar Lens op 4 januari 1862.

## Treindiensten
De SNCF verzorgt het personenvervoer op dit traject met TGV en TER treinen.
| Serie    | Treinsoort    | Route                                                                              | Bijzonderheden |
| -------- | ------------- | ---------------------------------------------------------------------------------- | -------------- |
| TGV 7200 | TGV (SNCF)    | Paris Nord – Arras – [ Lille-Flandres – Tourcoing ] / [ Lille-Europe – Dunkerque ] |                |
| TGV 7300 | TGV (SNCF)    | Paris-Nord – Arras – Béthune – Dunkerque                                           |                |
| K 52     | TER (SNCF)    | Arras – Lens – Béthune – Hazebrouck – Dunkerque                                    |                |
| K 70     | TER (SNCF)    | Lille-Flandres – Armentières – Hazebrouck – Dunkerque                              |                |
| K 90+    | TER GV (SNCF) | Dunkerque – Lille Europe – Arras – Amiens                                          |                |
| P 52     | TER (SNCF)    | Arras – Lens – Béthune – Hazebrouck                                                |                |
| P 54     | TER (SNCF)    | Arras – Lens – Béthune – Hazebrouck – Saint-Omer – Calais-Ville                    |                |
| P 70     | TER (SNCF)    | Hazebrouck – Dunkerque                                                             |                |
| P 72     | TER (SNCF)    | Calais-Ville – Bourbourg – Dunkerque                                               |                |

## Aansluitingen
In de volgende plaatsen is of was er een aansluiting op de volgende spoorlijnen:
Arras
RFN 272 000, spoorlijn tussen Paris-Nord en Lille
RFN 272 301, raccordement van Blangy-les-Arras
RFN 274 100, embranchements urbains van Arras-Meaulens
RFN 306 000, spoorlijn tussen Doullens en Arras
RFN 307 000, spoorlijn tussen Arras en Saint-Pol-sur-Ternoise
Lens
RFN 281 000, spoorlijn tussen Lens en Corbehem
RFN 284 000, spoorlijn tussen Lens en Ostricourt
RFN 286 000, spoorlijn tussen Lens en Don-Sainghin
RFN 301 301, raccordement van Avion
RFN 301 610, stamlijn tussen Lens en Liévin
Bully-Grenay
RFN 288 000, spoorlijn tussen  Bully-Grenay en La Bassée-Violaines
RFN 309 000, spoorlijn tussen  Bully-Grenay en Brias
Nœux-les-Mines
lijn tussen Barlin en Beuvry
Béthune
RFN 289 000, spoorlijn tussen Fives en Abbeville
Fouquereuil
RFN 301 616, stamlijn Fouquereuil
Isbergues
RFN 294 000, spoorlijn tussen Armentères en Arques
RFN 294 301, raccordement militaire van Berguette
Hazebrouck
RFN 295 000, spoorlijn tussen Lille en Les Fontinettes
RFN 298 000, spoorlijn tussen Hazebrouck en Boeschepe
lijn tussen Hazebrouck en Merville
Cassel
RFN 216 308, raccordement van Cassel
Coudekerque-Branche
RFN 301 306, raccordement van de Yser
RFN 304 000, spoorlijn tussen Coudekerque-Branche en Les Fontinettes
Dunkerque
RFN 300 000, spoorlijn tussen Dunkerque en Bray-Dunes
RFN 302 526, lus van Dunkerque

## Elektrische tractie
De lijn werd tussen 1958 en 1962 geëlektrificeerd met een spanning van 25.000 volt 50 Hz.

## Galerij

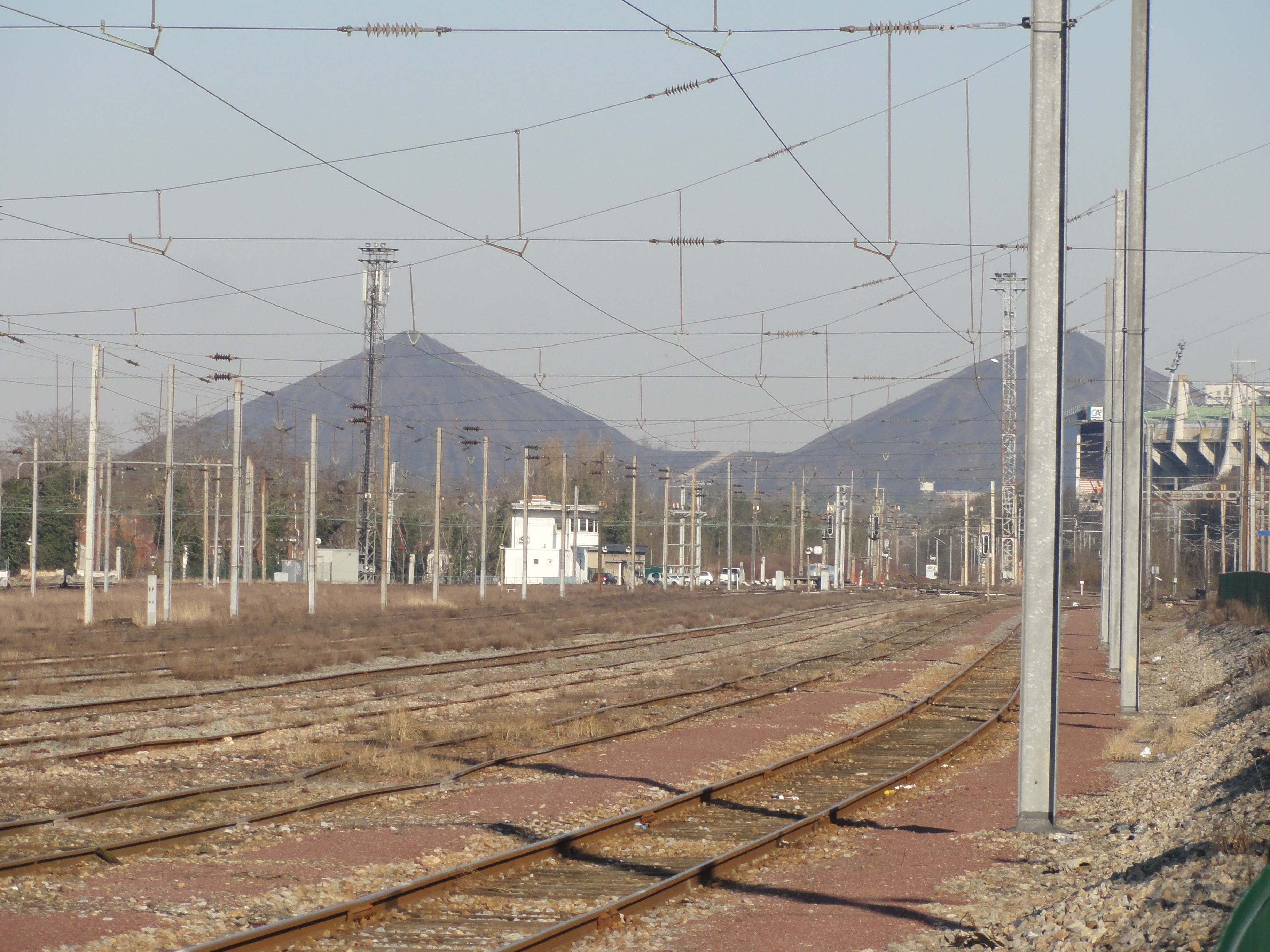
De lijn bij Lens
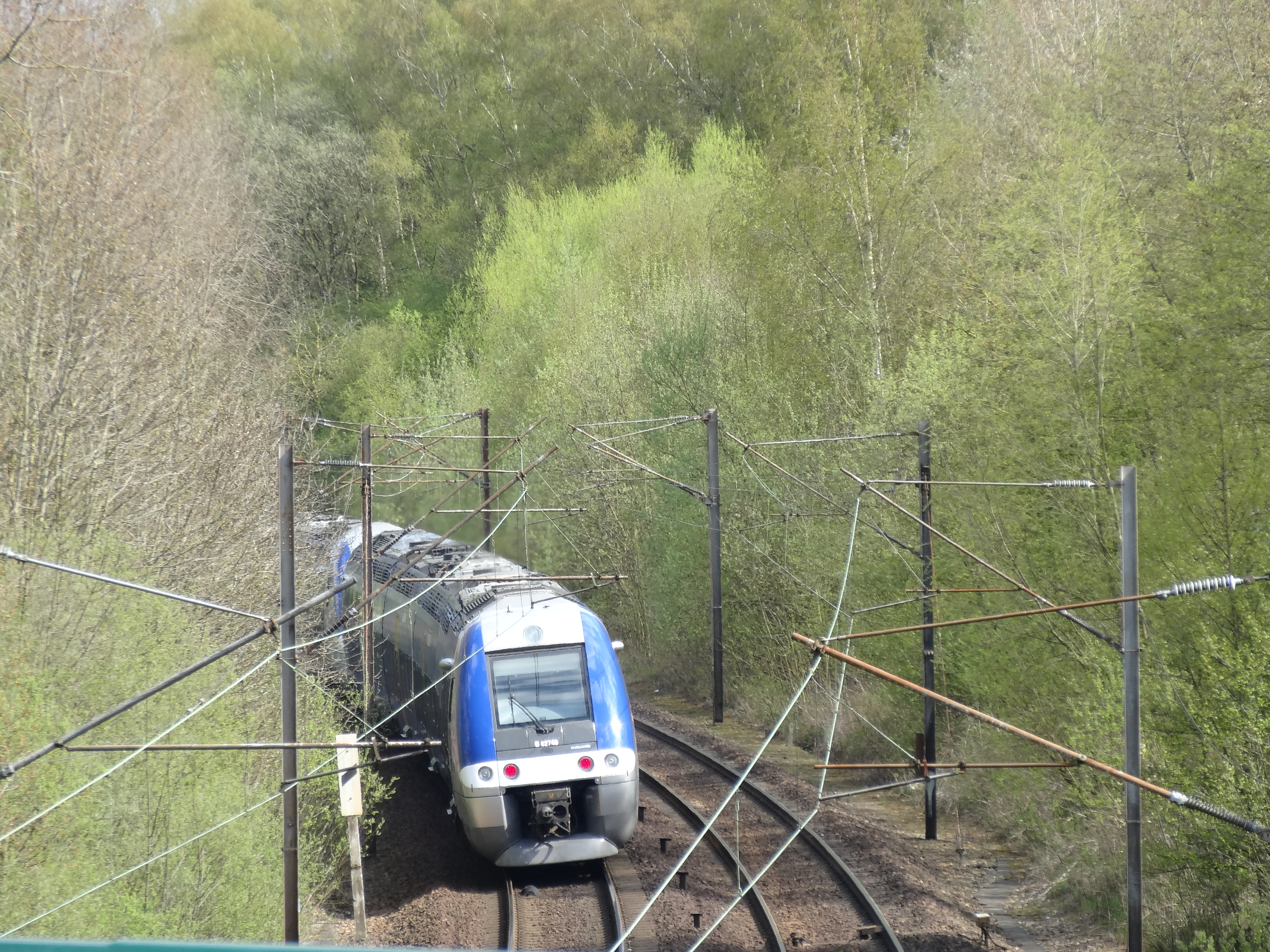
De lijn bij Fouquereuil
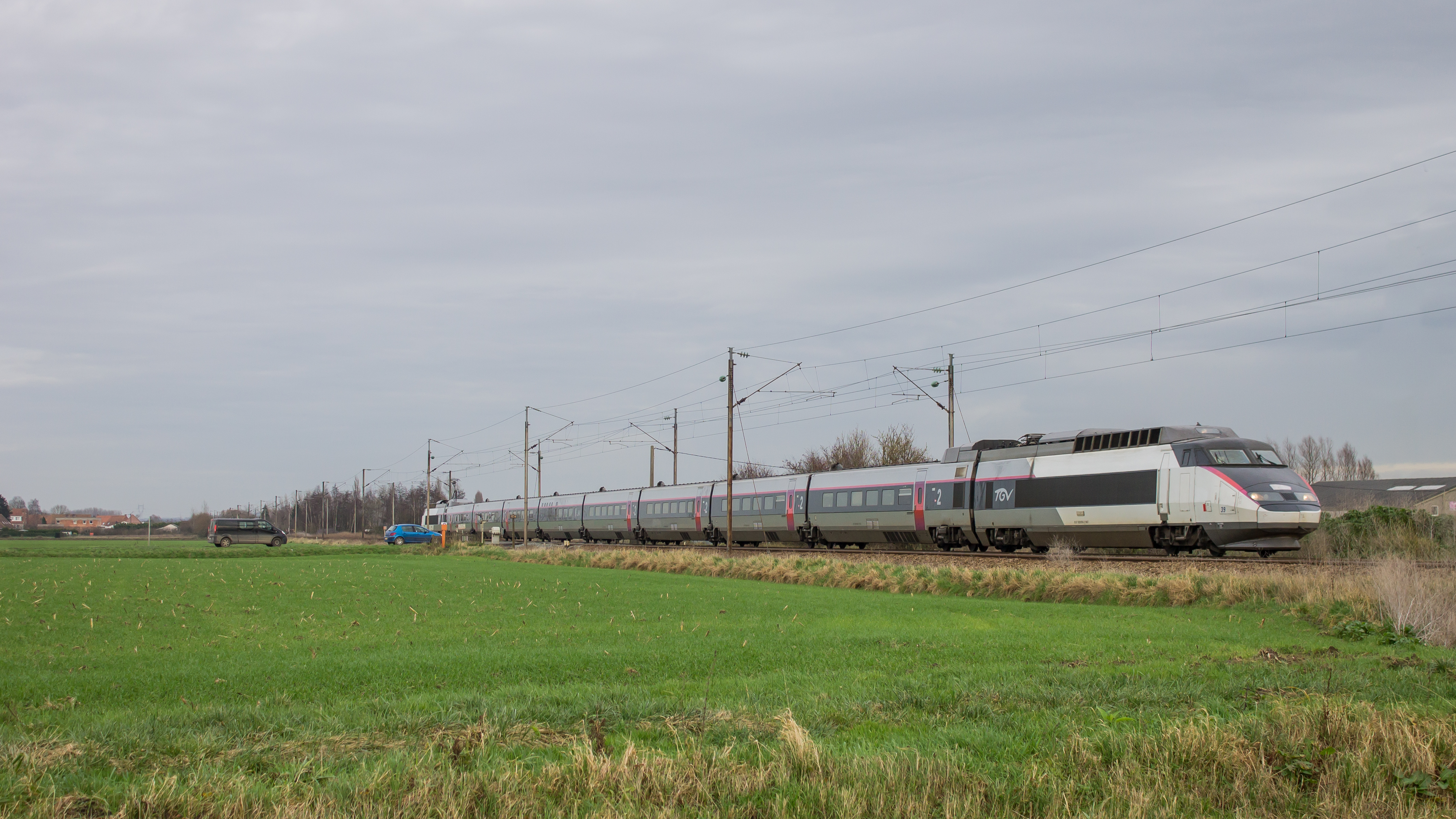
TGV vlak na vertrek uit Hazebrouck richting Paris-Nord